# Дюваль, Яков Давидович
Яков Давидович Дюваль, Жакоб-Давид Дюваль (фр. Jacob-David Duval; 18 февраля 1768, Москва —1844, Женева) — придворный ювелир императора Павла I и императрицы Марии Фёдоровны. Потомок известных франко-швейцарских ювелиров и коллекционеров произведений искусства, коллежский советник (с 8 апреля 1798 года).

## Биография
Жакоб-Давид Дюваль родился 18 февраля 1768 года в Москве в семье придворного ювелира Луи-Давида Дюваля (Louis-David Duval; 1727—1788) и его супруги Мари-Луизы Дюмон (Marie-Louise Dumont; 1730—1815). Происходил из семьи французских протестантов, переселившихся в Женеву в начале XVII века. Его отец с 1753 года работал в Лондоне, затем в Санкт-Петербурге, сотрудничал со швейцарским ювелиром Иеремией Позье.
Яков после смерти отца в 1788 году продолжил семейное дело. Вместе с младшими братьями Франсуа-Жаном-Андре (François-Jean-André Duval; 1776—1854) и Луи-Этьеном-Жаном-Франсуа (Louis-Etienne-Jean-François Duval; 1782—) он создал фирму «Братья Дюваль», процветавшую на ювелирном рынке вплоть до середины XIX века. Франсуа-Жан-Андре Дюваль был не только ювелиром, но также живописцем и крупным коллекционером картин голландских художников.
В 1790 году Яков Дюваль женился на соотечественнице Бонне Александре (1770—1843), от которой имел четверых детей: Мари Дюваль (1791-), Франсуа-Луи (1795-), Жакоба-Луи (1797—1863) и Мари-Генриетту-Филиберту-Жанну (1798—1860).
При восшествии на престол в 1796 году Павла Петровича Яков Дюваль получил звание «коронного ювелира» с присвоением ему звания полковника в гражданской жизни и был введён в штат Двора Его Величества (двое его сыновей были крестниками императрицы Марии Фёдоровны). В 1799 году он создал для императора Павла I корону Великого магистра Ордена Святого Иоанна Иерусалимского (Мальтийский орден).
В 1801 году Яков Дюваль совместно с братом Франсуа-Жаном-Андре изготовил Малую императорскую корону из серебра и 200 мелких бриллиантов, возложенную на голову императрицы Елизаветы Алексеевны во время её совместной коронации с Александром I в Успенском соборе Московского Кремля 15 сентября 1801 года.
Яков Дюваль часто возвращался в Швейцарию, где в 1802 году купил замок Картиньи. В 1803 году он передал семейное дело братьям и вернулся в Женеву.
В период 1814—1841 годов Жакоб-Давид (Яков) Дюваль избирался депутатом Совета представителей Женевы, состоял членом Счётной палаты и Экономического общества (Societe Economique). Скончался 12 марта 1844 года в Картиньи в возрасте семидесяти шести лет.
Его сын (Жакоб-Луи ?) также в 1816 году покинул Россию и уехал на родину с частью фамильной коллекции картин. Позднее, в 1845 году эту коллекцию приобрёл граф Шарль де Морни. Сын Дюваля Младшего — Этьен Дюваль (1824 — ?), живописец-пейзажист, ученик А. Калама.
Под фамилией «Дюваль» известна ещё одна семья коллекционеров живописи, проживавшая в Санкт-Петербурге: Антуан Филиппович Дюваль (1781—?), возможно брат Якова Давидовича, так как называется сыном Давида Петровича Дюваля (Луи-Давида Дюваля?, 1727—1788).
Известно также, что император Александр I в 1805 году приобрёл в Петербурге две картины «из собрания Дюваля» для галереи Императорского Эрмитажа.